# Littois järnvägsstation
Littois järnvägsstation (Lit, finska Littoisten rautatieasema) är en tidigare järnvägsstation på Kustbanan Åbo–Helsingfors i Littois i staden S:t Karins i Egentliga Finland. Stationsbyggnaden byggdes 1899 efter ritningar av den finländske arkitekten Bruno Granholm. Stationen lades ned 14 augusti 1987.